# Acuerdo de alto el fuego entre Estados Unidos y los hutíes
El 6 de mayo de 2025, entró en vigor un acuerdo de alto el fuego entre Estados Unidos y el movimiento hutí de Yemen, negociado por Omán, que puso fin a los ataques estadounidenses de marzo a mayo de 2025 en Yemen, así como a los ataques aéreos más amplios de Estados Unidos y el Reino Unido en Yemen que se habían producido desde el comienzo de la crisis del mar Rojo. Los hutíes acordaron detener sus ataques a los buques mercantes estadounidenses que transitaban en el mar Rojo, pero enfatizaron que el alto el fuego no se aplica «de ninguna manera, forma o condición» a Israel.
Según el Mando Central de los Estados Unidos habían atacado al menos 800 objetivos en Yemen y matado a cientos de hutíes desde marzo. También habían perdido tres cazabombarderos F-18 y varios drones Reaper, veintidós según el gobierno hutí. Así mismo habían tenido unos costes operativos de más 1000 millones de dólares en el espacio de un solo mes y varios F-16 y F-35 estuvieron a punto de ser derribados por las defensas antiaéreas de los hutíes.

## Antecedentes
El movimiento hutí comenzó a atacar el transporte marítimo internacional en octubre de 2023, después de que Israel invadiera la Franja de Gaza en respuesta a los ataques de Hamás del 7 de octubre. Los hutíes expresaron su solidaridad con los palestinos y con sus ataques buscaron presionar a Israel para que acepte un alto el fuego y levante el bloqueo de Gaza, los hutíes lanzaron misiles y drones contra barcos que viajaban cerca de Yemen, y también dispararon misiles balísticos contra ciudades israelíes, matando al menos a un civil en Tel Aviv. En respuesta, Estados Unidos, el Reino Unido y una coalición multinacional iniciaron la Operación Guardián de la Prosperidad, que combina escoltas navales con ataques aéreos episódicos contra la infraestructura militar y civil de los hutíes. El 12 de enero de 2024, Estados Unidos, junto con el Reino Unido, comenzaron a lanzar misiles de crucero y ataques aéreos contra objetivos hutíes en Yemen en respuesta a los ataques hutíes a barcos en el mar Rojo.
Los hutíes detuvieron sus ataques a buques tras el alto el fuego entre Israel y Hamás de 2025, pero reanudaron inmediatamente los ataques después de que Israel violara el acuerdo de alto el fuego al bombardear la Franja de Gaza en marzo de 2025, ataques en los que Israel mató a más de 400 palestinos, incluidos 263 mujeres y niños. Como resultado, Estados Unidos lanzó una gran campaña de ataques aéreos y navales contra objetivos hutíes en Yemen el 15 de marzo de 2025, incluidos sistemas de radar, defensas aéreas y sitios de lanzamiento balísticos y de drones utilizados por los hutíes.

## Acuerdo de alto el fuego
El 6 de mayo de 2025, el presidente de Estados Unidos, Donald Trump, declaró el fin de los ataques contra Yemen, afirmando que estos terminarían «con efecto inmediato» como resultado de un acuerdo de alto el fuego entre Estados Unidos y los hutíes, negociado con la mediación de Omán. El anuncio tuvo lugar durante una reunión con el primer ministro canadiense, Mark Carney, en la Oficina Oval. Los hutíes acordaron detener los ataques contra buques estadounidenses en el mar Rojo, pero enfatizaron que el alto el fuego no se aplica «de ninguna manera, forma o condición» a Israel. De hecho el presidente del Consejo Político Supremo, Mahdi al Mashat, advirtió que continuaría sus ataques contra Israel mientras continúe la «agresión» contra la Franja de Gaza. Aunque Trump presentó la tregua como una señal de que los hutíes habían «capitulado» «Los hutíes han anunciado que no se encuentran bien; al menos nos han anunciado que ya no quieren luchar. Simplemente no quieren luchar. Y cumpliremos con la promesa y detendremos los bombardeos», y que habían mostrado «mucha valentía». Los hutíes afirmaron, por el contrario, que fue Estados Unidos el que «dio marcha atrás», que el acuerdo fue fruto «del claro fracaso de la agresión estadounidense a Yemen» y que surgió expresamente de «una petición americana trasladada a través de Omán».
El Ministerio de Exteriores de Omán afirmó en un comunicado que el acuerdo contempla que «en el futuro, ninguna de las partes atacará a la otra, incluidos los buques estadounidenses en el mar Rojo y Bab el-Mandeb, lo que garantizará la libertad de navegación y el flujo del transporte comercial internacional». Según la prensa israelí, Irán habría jugado un papel en persuadir a los hutíes para alcanzar una tregua con Estados Unidos para facilitar las negociaciones nucleares entre Estados Unidos e Irán que se estaban desarrollando simultáneamente. Funcionarios estadounidenses entrevistados por The New York Times afirmaron que Trump aceptó el alto el fuego porque los ataques aéreos no estaban logrando sus objetivos y Estados Unidos no logró la superioridad aérea contra los hutíes.
En respuesta a la reacción israelí, el embajador de Estados Unidos en Israel, Mike Huckabee, dijo que Estados Unidos no requiere la aprobación israelí para llegar a un acuerdo de alto el fuego, afirmando que Estados Unidos tomará medidas contra las amenazas a los ciudadanos estadounidenses y no necesariamente a Israel.
Algunas de las razones por las que Estados Unidos habría finalizado su campaña de ataques aéreos contra objetivos hutíes en Yemen, serían la incapacidad estadounidense de asegurar la superioridad aérea sobre Yemen y el mar Rojo, los costos operativos de más de 1000 millones de dólares que la operación había tenido en apenas un solo mes, sin incluir los F/A-18 y drones perdidos durante los combates, la disminución de los arsenales de armas avanzadas, incluidos los misiles de precisión standoff, lo que habría dejado a Estados Unidos en una evidente inferioridad ante una eventual guerra contra China y, sobre todo, la posibilidad muy real de que se produjeran bajas estadounidenses.

## Análisis
Según el ex enviado estadounidense a Oriente Medio, Dennis Ross, la tregua entre Estados Unidos y los hutíes dejó de lado al gobierno israelí, lo que indica que «la administración Trump piensa en los intereses de Estados Unidos».
Según el sitio web Descifrando la Guerra el acuerdo de alto el fuego supone una victoria para el gobierno del Consejo Político Supremo de Yemen, liderado por los hutíes, ya que no solo han conseguido resistir la presión de la coalición liderada por Estados Unidos para que abandone su apoyo a Gaza, sino que también han logrado dividir a su enemigo, aislando a Israel de su principal aliado.
En la misma línea se manifestó el periódico israelí The Times of Israel que publicó que «Los rebeldes hutíes de Yemen, respaldados por Irán, han salido heridos pero desafiantes de una feroz campaña de bombardeos estadounidense, consolidando su papel como uno de los actores no estatales más poderosos de Medio Oriente después de una tregua con Washington». Según un analista de Agence France-Presse: «Los hutíes de Yemen son los mayores vencedores de la tregua».
A comienzos de junio, The New York Times reveló que, pese al acuerdo con Trump, el tráfico marítimo por el mar Rojo seguía siendo en torno a un 60 % menor que antes de la guerra, y que la influencia de los hutíes en el comercio internacional seguía siendo muy relevante.

## Reacciones
- Israel: tras el acuerdo de alto el fuego, el primer ministro israelí, Benjamín Netanyahu, afirmó que «Israel se defenderá por sí solo». El ministro de Defensa israelí, Israel Katz, afirmó que «Israel debe ser capaz de defenderse por sí solo contra cualquier amenaza y cualquier enemigo».[22] Según funcionarios israelíes, Israel no recibió «aviso previo» del alto el fuego entre Estados Unidos y los hutíes. Los medios israelíes describieron el alto el fuego como «una pésima noticia para Israel» y «doblemente sorprendente».[26]

- Irán: el portavoz del Ministerio de Asuntos Exteriores, Esmaeil Baqaei, celebró el cese de los ataques y elogió la «firmeza y perseverancia» de los yemeníes que apoyan al pueblo palestino. Además, reconoció el esfuerzo del Ministerio de Exteriores de Omán por alcanzar el acuerdo entre las partes y destacó la «legendaria resistencia del pueblo yemení contra la agresión extranjera».[27]

- Arabia Saudita: el Ministerio de Asuntos Exteriores expresó «la bienvenida del Reino de Arabia Saudí a la declaración emitida por el hermano Sultanato de Omán sobre un alto el fuego en Yemen».[27]

- Catar el Ministerio de Exteriores expresó en un comunicado su «esperanza» para que «esta medida contribuya a garantizar la libertad de navegación y la fluidez del transporte marítimo comercial internacional».[18]

- Organización de las Naciones Unidas: la portavoz adjunta del Secretario General de la ONU, Stephanie Tremblay, acogió con satisfacción el alto el fuego y elogió los esfuerzos de Omán para lograr el acuerdo.[27]